# Saison 6 de Columbo
Chronologie
Saison 5 Saison 7
La saison 6 de la série télévisée Columbo comporte trois épisodes diffusés d'octobre 1976 à mai 1977.

## Épisode 1:Deux en un
- États-Unis : NBC, 10 octobre 1976
- France : TF1, 8 décembre 1979

Bernard L. Kowalski
- Photographie : Milton R. Krasner
- Musique : Bernardo Segall (crédité Bernardo Segáll)
- Durée : 70 minutes

- William Shatner (Ward Fowler / lieutenant Lucerne) (VF : Bernard Woringer)
- Lola Albright (Claire Daley) (VF : Claire Guibert)
- Alan Manson (Sid Daley) (VF : Jacques Deschamps)
- Bert Remsen (Mark Davis) (VF : Henri Labussière)
- Walter Koenig (sergent Johnston) (VF : Mario Santini)
- Fred Draper (Joseph) (VF : Jean-Henri Chambois)
- Frank Baxter (Walter Gray) (VF : Claude D'Yd)
- Victor Izay (Conroy) (VF : Jean-Henri Chambois)
- Danny Dayton (directeur)
- Timothy Carey (Tony) (VF : René Bériard)
- John Finnegan (assistant du directeur) (VF : Jean-Henri Chambois)
- Jimmy Joyce (caméraman) (VF : Robert Bazil)
- Shera Danese (Secrétaire)

Ward Fowler incarne un personnage de fiction, le lieutenant Lucerne, qui est la tête d'affiche d'une série télévisée à succès. Il parvient à recevoir une augmentation substantielle par l'entremise de son agent artistique, Claire Daley. Cela est prémédité car elle joue double-jeu : il subit un chantage de sa part et elle veut impérativement recevoir une forte somme en espèces provenant de l'augmentation qu'il vient d'obtenir. 
Dans la caravane où il loge durant l'attente entre les prises de vues, Fowler apprend où Claire va se rendre ce soir-là pour son dîner : dans une épicerie de quartier où elle est une fidèle cliente. Utilisant un pêne métallique pour forcer plusieurs portes du studio, l'acteur se sert dans les accessoires stockés et vole un passe-montagne en laine, un gros blouson d'hiver et un révolver. Il se déguise, se rend dans l'épicerie en suivant Claire, se fait remettre les liquidités puis frappe le caissier au visage. Il tire ensuite dans le dos de son agent artistique pendant qu'elle gardait ses mains en l'air et repart chez lui après avoir lacéré les vêtements dans une poubelle.
Comme alibi, il a préalablement invité un ami chez lui afin qu'ils regardent ensemble un match de base-ball à la télévision. L'homme âgé a été rapidement endormi via une drogue dans sa boisson, laissant tout l'opportunité à l'assassin de commettre son crime. Ayant enregistré le match, il rembobine la cassette et réveille son collègue. Celui-ci pourra ensuite témoigner qu'ils ont passé tous les deux la soirée à domicile. 
- Les magnétoscopes étaient rares à l'époque. Dans cet épisode, l'appareil s'appelle un videotape machine (toutefois traduit par "magnétoscope"). Ward Fowler  affirme, dans la version originale, qu'il lui a coûté 3 000 $ (mais seulement 2 000 $ dans la version française). Columbo lui répond qu'à ce prix-là, il pourrait changer de voiture, avant d'ajouter avec humour : « Quoique ça ne s'impose pas ! »
- Au cours de son enquête, le lieutenant Columbo reconnaît aux studios Universal, dans le cadre d'une attraction, la maquette du requin qui a servi au tournage du film Les Dents de la mer, sorti l'année précédente. Elle est conservée aux studios Universal, à Hollywood.
- Le salon de Ward Fowler (William Shatner) est le même que celui de Nelson Brenner (Patrick McGoohan) dans l'épisode Jeu d'identité.
- Première apparition de Shera Danese, seconde épouse de Peter Falk, dans la série, apparaissant ici dans le rôle de Molly, une jeune secrétaire, dans deux scènes à la fin de l'épisode.
- William Shatner, célèbre acteur de Star Trek, joue ici avec un autre comédien de cette série, Walter Koenig. Il interprètera à nouveau le rôle du coupable dans l'un des derniers épisodes de la série, Face à face, en 1994.
- Une erreur de l'habilleur/accessoiriste apparaît dans la scène où Columbo vient interroger l'ex-mari de la victime au bord d'un plan d'eau où évolue la maquette du requin des "dents de la mer" (à 31 min 50 s). L'imperméable du lieutenant porte sur le dos, au niveau de l'omoplate, un petit cercle blanc tracé à la craie. Or cette marque ne sera faite qu'un peu plus tard lorsque le lieutenant démontrera que le tueur a tiré sur la victime alors qu'elle se tenait immobile, les bras levés, et non en train de fuir.
- Ward Fowler indique au Lieutenant Columbo avoir été repéré pour le rôle alors qu'il jouait au théâtre à Toronto, évoquant ainsi l'origine canadienne et la profession initiale de William Shatner.
- Fait rare dans un Columbo, on peut voir du sang sur la robe de la victime.

## Épisode 2:Meurtre à l'ancienne
- États-Unis : NBC, 28 novembre 1976
- France : TF1, 17 novembre 1979

Robert Douglas
- Photographie : Irving Lippman (crédité Irving I. Lippman)
- Musique : Dick De Benedictis (et Henry Mancini pour le thème Sunday Mystery)
- Durée : 73 minutes

- Joyce Van Patten (Ruth Lytton, Luce Lytton en VF) (VF : Martine Sarcey)
- Jeannie Berlin (Janie Brandt) (VF : Jeanine Forney)
- Tim O'Connor (Edward Lytton) (VF : Jean-François Laley)
- Celeste Holm (Phyllis Brandt) (VF : Paule Emanuele)
- Peter S. Feibleman (Milton Shaeffer) (VF : José Luccioni)
- Jon Miller (le sergent Miller) (VF : Jacques Chevalier)
- Jess Osuna (le Dr Tim Shaeffer) (VF : Robert Bazil)
- Anthony Holland (Darryl) (VF : Jean-Henri Chambois)
- Lucy Saroyan (Elise)
- Gary Crawford (l'horloger) (VF : Jean Roche)
- Eloise Hardt (la bonne)
- Morris Buchanan (le détective) (VF : Daniel Gall)
- Giles Douglas (le photographe) (VF : Jacques Deschamps)

Edward et Ruth Lytton sont frère et sœur. Par héritage familial, ils sont copropriétaires d'un musée privé d'antiquités qui est pourtant un véritable gouffre financier. Le bâtiment est une villa sur les hauteurs de la ville. Ruth est la conservatrice du musée, Edward en est l'administrateur. Il souhaite arrêter les frais tandis que Ruth, au contraire, veut que le musée puisse continuer d'exister.
Ruth va parvenir à manipuler le nouveau gardien des lieux. Il est délinquant et joueur et elle l'incite à commettre en pleine nuit un cambriolage de certaines pièces du musée, en échange d'une avance. Elle lui affirme qu'elle pourra encaisser ainsi l'argent de l'assurance et que ce sera pour lui une occasion de changer de vie. Il accepte sa proposition. Ruth lui donne une liste des objets à voler.
Le soir du casse, Edward est dans le bâtiment durant le cambriolage : il réalise un inventaire à l'aide d'un magnétophone. Le gardien s'acquitte discrètement de sa tâche et vole ce qui est convenu. Ruth le fait venir dans une pièce et elle l'y abat ; ce qui attire Edward qui est assassiné à son tour avec une arme à feu différente.
Dans cet épisode, Columbo va, pour la première fois, chez le coiffeur, et se fait également une manucure. C'est un inspecteur qui devra régler la note, le lieutenant n'ayant pas assez d'argent sur lui.
Incohérence : A l'arrivée de la police, on constate que le lieu du double meurtre est plongé dans le noir. Car Columbo a demandé de ne toucher à rien y compris aux interrupteurs. Il en déduit que les victimes, qui se sont apparemment entretuées, n'ont pas pu elles-mêmes éteindre la lumière, faisant suspecter la présence d'un tiers assassin. Mais c'est faire abstraction du fait que la soeur et sa nièce avaient auparavant allumé la lumière dans la pièce, leur permettant ainsi de découvrir les corps des victimes.

## Épisode 3:Les surdoués
- États-Unis : NBC, 22 mai 1977
- France : TF1, 24 novembre 1979

Sam Wanamaker
- Durée : 70 minutes

- Theodore Bikel (Oliver Brandt) (VF : Jacques Deschamps)
- Sorrell Booke (Bertie Hastings) (VF : Jean-Henri Chambois)
- Samantha Eggar (Vivian Brandt) (VF : Martine Sarcey)
- Kenneth Mars (Mike Mars) (VF : Claude Bertrand)
- Basil Hoffman (Mr. Danziger) (VF : Albert Augier)
- Howard McGillin (George Campanella) (VF : Yves-Marie Maurin)
- George Sperdakos (Mr. Wagner) (VF : Claude D'Yd)
- Jamie Lee Curtis (serveuse) (VF : Annie Balestra)
- Carol Jones (Caroline Treynor) (VF : Claude Chantal)
- Todd Martin (Sgt. Burke) (VF : Pierre Fromont)
- Dorrie Thomson (Miss Elsenback)
- Mitzi Rogers (réceptionniste)
- Carlene Watkins (Amy)
- Fay DeWitt (Angela) (VF : Nicole Favart)
- Kathleen King (Suzy) (VF : Dominique MacAvoy)

Un soir, dans un bâtiment à l'écart de la ville, une personne fait un discours pour remercier son public d'être accueilli parmi eux dans un club de personnes à haut QI.
Au même moment, Oliver Brandt, membre du club, est entré dans le même bâtiment par une porte à l'arrière. Il s’attelle de suite à procéder à des préparatifs de meurtre. Il se glisse subrepticement dans une pièce à l'étage qui sert de bibliothèque et programme un tourne-disque qu'il a offert précédemment pour ne jouer qu'une plage d'un morceau, choisi pour sa durée. Une fois ce morceau terminé, le mécanisme de retour du bras commandera, grâce à des pinces crocodiles, l’éclatement de pétards qui simuleront des coups de feu, tandis qu'un dictionnaire - placé en équilibre et déstabilisé par la chute d’un stylo, elle-même provoquée par le retour du bras du tourne disque - tombera à point nommé sur le plancher, simulant la chute d'un corps. Il parachève son stratagème en coinçant un livre dans l’ouverture de la fenêtre, ce qui empêchera celle-ci de se fermer et créera un courant d’air qui fera claquer la porte du fond, donnant ainsi à croire que l’assassin vient de s’enfuir. Puis il rejoint les autres au rez de chaussée.  
La cible d'Oliver Brant est Bertie Hastings, associé avec lui dans une société de comptabilité. Ils se connaissent depuis leurs études. Brant soupçonne son associé d'avoir compris via son assisant que des malversations financières, des détournements de fonds ont été réalisés par lui-même dans leur société.
Bertie qui est timoré et introverti lorsqu'il est en-dehors du travail est harcelé depuis des années dans le club  par Oliver qui le rabaisse continuellement devant autrui.
Provoquant une fois de plus Bertie en public, Oliver incite celui-ci à lui proposer un tête-à-tête dans la bibliothèque. Là, il le tue avec un silencieux alors que les autres membres du club sont au rez de chaussée. Puis il dissimule l'arme et les pétards dans un parapluie qu'il coince ouvert et tête en bas dans le conduit de la cheminée. Enfin, il met en place son dispositif et descend comme si de rien n'était rejoindre les autres.
Le plan d'Oliver marche à merveille : au bout de quelques minutes, alors que lui-même et les autres membres du club sont au rez de chaussée, on entend tout à coup deux détonations suivies de la chute de quelque chose de lourd sur le plancher. Tout le monde se précipite dans la bibliothèque et on découvre le cadavre de Bertie sur le sol. On ne trouve aucune arme, l’assassin a dû s’enfuir par la porte du fond.
Oliver a donc un alibi imparable, d'autant que la fenêtre entre-ouverte a fait claquer la porte du fond, ce qui confirme que l'assassin s’est enfui juste au moment où tous, lui compris, montaient voir ce qui s’était passé.
Plus tard, Oliver n’aura plus qu’à récupérer le parapluie coincé dans la cheminée ainsi que le revolver et les morceaux de pétards dont il se débarrassera (phase a priori la plus facile de son plan, mais qui se révèlera d’une difficulté inattendue, Columbo allant retrouver Oliver dans un jardin public au moment précis où celui-ci tente de jeter l’arme dans une poubelle, scène mémorable où le meurtrier, en proie à un stress intense, s’en tire par chance et d’extrême justesse). Enfin, Oliver enfouit les pinces crocodiles dans un pot de fleurs de son jardin. Et le tour est joué.
Columbo écoute gentiment des membres du club lui proposer diverses hypothèses plus ou moins farfelues pour expliquer les modalités possibles du meurtre, mais est surtout intéressé par le dictionnaire gisant ouvert sur le sol ainsi que par le tourne-disque qui porte des traces de griffures alors que l’engin est flambant neuf. Par ailleurs, la promotion récente et soudaine du jeune comptable de la société d’Oliver n’est pas sans l’intriguer.
- Il s'agit de l'un des rares épisodes où l'assassin est de suite présenté en train de préparer son crime.
- Cet épisode confirme le QI élevé de Columbo. Brandt en particulier met Columbo au défi de trouver la solution aux deux énigmes suivantes, défis que l'inspecteur relève haut la main (le premier avec l'aide de sa femme, dit-il) :
  - des sacs (en nombre indéterminé) contiennent des pièces (en nombre indéterminé) qui font toutes le même poids (connu). Un seul sac contient de fausses pièces, qui ont un poids inférieur (connu). Comment, en une seule pesée, déterminer le sac qui contient les fausses pièces ?
  - sur les quatre mots suivants, lequel est l'intrus : asphalte, cuisine, filer et oncle ? Columbo répond qu'il s'agit du mot asphalte, car on peut dire : cuisine chinoise, filer à l'anglaise et oncle d'Amérique.
- À noter la présence de Jamie Lee Curtis dans le rôle d'une serveuse fort peu aimable.
- Le tourne-disques diffuse un extrait de quatre minutes de l'ouverture Roméo et Juliette de Tchaïkovski lors de la mise en scène du meurtre. Le roulement de timbales et les accords finaux de la coda illustrent le générique de fin.
- On peut remarquer une faute de raccord dans cet épisode. Après l'assassinat de Bertie Hastings, Oliver Brandt soulève le couvercle d'un tourne-disque pour y brancher des pinces crocodiles (9 min 44 s). Or, lors de la préparation du meurtre, le couvercle n'a jamais été refermé et était resté bien ouvert (3 min 38 s).
- On peut remarquer dans la grande salle de la maison du club le portrait de Mme Melville qui vient du premier épisode :  Le Livre témoin.